# Appias sabina
The Sabine Albatross or Albatross White (Appias sabina) là một loài bướm ngày thuộc họ Bướm xanh. Nó được tìm thấy ở Africa.
Sải cánh dài 44–55 mm đối với con đực and 44–53 mm đối với con cái. Con trưởng thành bay quanh năm.
Ấu trùng ăn Drypetes gerrardi.

## Phụ loài
- Appias sabina sabina (western Uganda to Zaire, Nigeria, Sierra Leone)
- Appias sabina comorensis Talbot, 1943 (Comoro Islands)
- Appias sabina confusa (Butler, 1872) (Magascar)
- Appias sabina udei Suffert, 1904 (northern Kenya (Mount Marsabit) to Malawi and eastern Zimbabwe (Chirinda))

## Hình ảnh

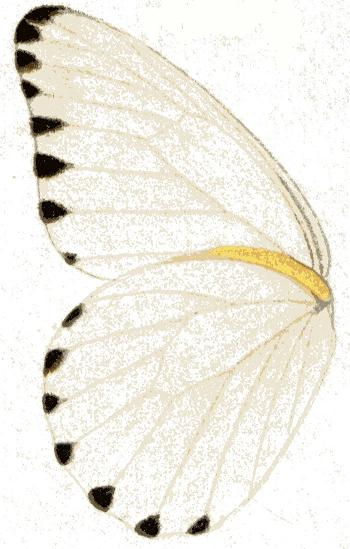
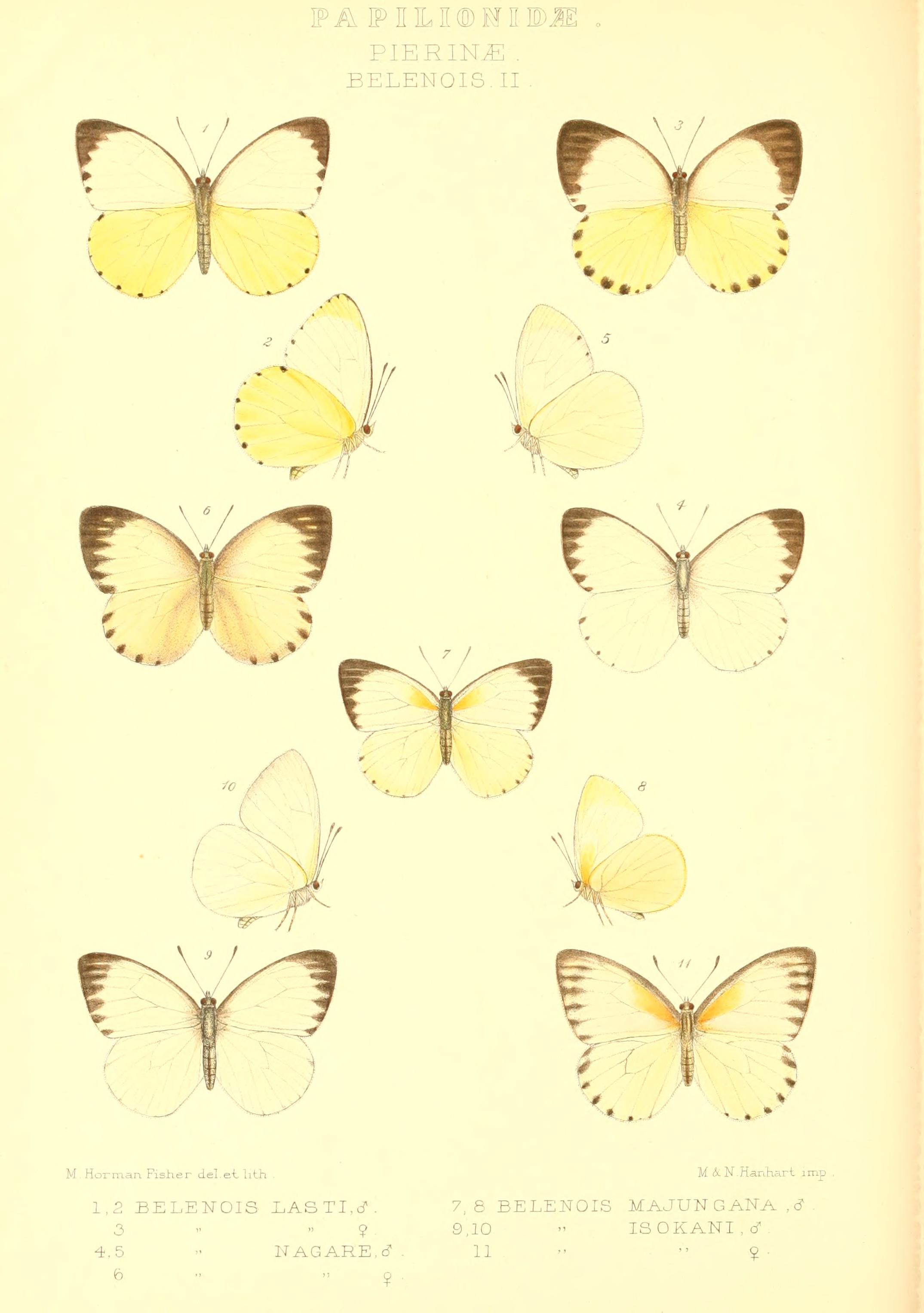
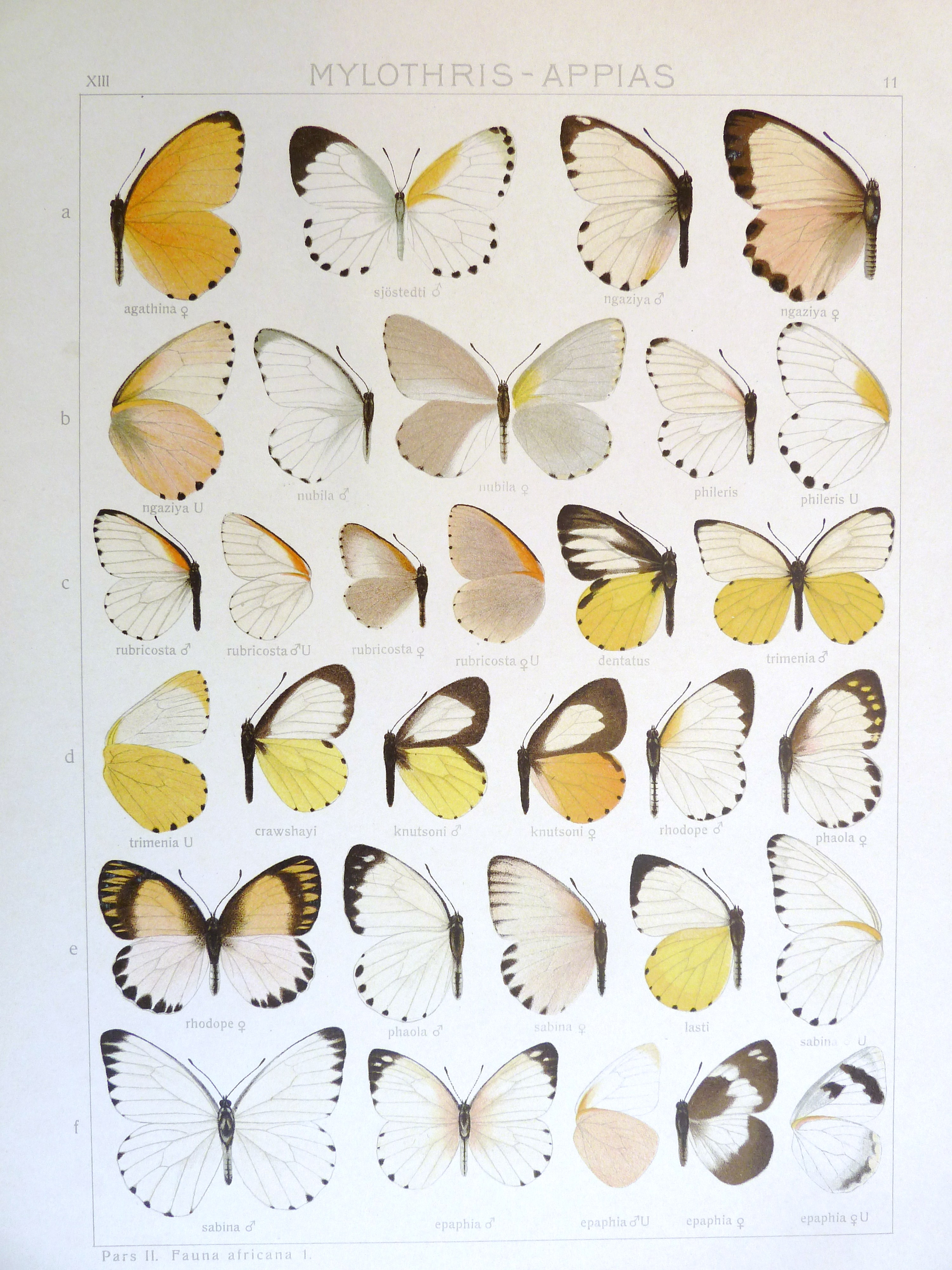